# Бане Керац
Бранислав Керац (Нови Сад, 7. септембар 1952) српски је цртач стрипа, сценариста, илустратор. Био је један од првих домаћих цртача стрипова који је био запослен са пуним радним временом у новосадском Дневнику.
Стрипови му се објављују широм света, а историчари стрипа га сматрају за најутицајнијег српског и југословенског цртача модерног доба.
Добитник је Специјалног признања за допринос српском стрипу 2005. на Међународном салону стрипа у Београду.

## Радна биографија
Дебитовао је серијалом „Поручник Тара“ са сценаристом Светозаром Обрадовићем у Златном кликеру (1975). Енормну популарност је стекао током осамдесетих година 20. века када је био најзначајнији аутор Ју стрип магазина, Екс алманаха, као и „Дневникових“ и „Форумових“ издања.
Радио је највише по сценаријима Светозара Обрадовића, Гордана Михића, Петра Алаџића, Славка Драгинчића, Марка Хамила (Лук Скајвокер из „Звезданих ратова“) и сопственим.
Керчеви најпознатији оригинални стрипски серијали су: „Поручник Тара“, „Кобра“, „Били Д Пљуц“ („Billy The Pljuc“), „Кет Клоу“ („Cat Claw“), „Оливер“, „Троје несаломљивих“, „Партизан Горан“, „Балкан Експрес“, „Кели Брандо“ („Kelly Brando“) и „Нинџа“.
Лиценцно је цртао „Тарзана“ и „Великог Блека“, а под псеудонимом H. M. Baker за америчке издаваче и серијале „Ghost“ и „The Black Pearl“. Са „Кет Клоу“ је освојио скандинавске земље и појавио се у још десетак земаља широм света.

## Како је постао стрип цртач
Керац је интерeс за стрип показивао од малих ногу. Док је ишао у основну и средњу школу током шездесетих и седамдесетих, У Новом Саду је излазио велик број стрип часописа и магазина. Керац је почео да црта своје прве стрипове са појавом листа Кекец. Бр. 5 овог листа је био прва стрип ревија коју је Керац видео у животу (први број Кекеца је изашао 1957. године). Први стрипови који су га инспирисали били су Крцко, Чапа и Гру Гру, Принц Валијант и Дејви Крокет. У 7. разреду долази његов пријатељ Славко Пејак са којим почиње заједно да сарађује. почињу да праве своје прве заједничке стрипове. Међутим, особа с којом је Керац нераскидиво везао почетак и добар део своје каријере био је сценариста Светозар Обрадовић с којим је почео да сарађује 1975. године. Први стрип на ком су заједно почели да раде био је Поручник Тара.
Керац је завршио зубно-техничку школу и уписао стоматологију 1970. године. Пoчео је да студира и пао прву годину (због хемије). Док је студирао заједно је са Славком Пејаком ишао на часове сликања и цртања у Вишу педагошку школу. Керац је пао и 2. и 3. годину, а онда је 1976. године коначано одлучио да напусти студије и посвети се искључиво стрипу. Тада је већ увелико радио на Поручнику Тари и схватио да од стрипова може сасвим лепо да се живи. Родитељи су тешко прихватили ову његову одлуку, док га је тадашња девојка напустила јер је хтела стабилну везу са зубаром.

## Утицаји
Утицаји на Керчеве стрипове долазили су из филма, музике и, разуме се, стрипова других аутора. На лик Поручника Таре највише је утицао лик америчког глумца Клинта Иствуда. На Кобру је утицао карактер Бернарда Принса (главни јунак истоименог стрипа). Док је Кет Клоу настала као директан утицај Марвелових стрипова.

## Најпознатији стрип јунаци
1975-1979. Поручник Тара (22 епизоде)
1979-1991: Кобра (18 епизода)
1981-1994: Cat Claw (44 епизоде)
1981-1982: Велики Блек (4 епизоде)
1982-1990: Тарзан
1985-1987: Троје несаломивих
2015-2021: Загор (4 епизоде)

## Насловне стране
Керац је нацртао огроман број насловних страна за друге стрип јунаке (од којих неке сам никада није цртао). Највећи број страна објављени су у Лунов магнус стрипу и Златној серији за Малог ренџера, Кена Паркера, Капетана Микија и Великог Блека.

## Особености обележавања епизода
Керац је познат по две особености обележавања: по броју епизода и страница, и датуму настанка епизода. На свакој страни налазила би се, испод потписа њега и сценаристе, два броја раздвојена цртицом. Први број би означавао епизоду серијала, а други укупан број страница. (Странице конкретне епизоде би се понекад налазиле у доњем десном углу.) Рецимо, ако би испод стилски украшеног потписа аутора (нпр. Kerac & Obradović) видели да стоји 8-148, то би значило да читате 8. епизоду, а да је укупно нацртано 148 страница стрипа.

## Особености обележавања датума настанка
Керац је обавезно у свакој епизоди оставио по најмање један датум који би прецизно обележавао када је стрип настао. Рецимо, на стр. 210 у 11. епизоди Кобре у једном кадру може да се види број 270480. То значи да је та табла (страница) настала 27. априла 1980. год. што такође даје индикацију када је настала и цела епизода.

## Музички утицаји и музичка активност
Керац обожава хеви-метал музику, тако да се мотиви хеви-метал група често провлаче кроз његове стрипове. Сам Керац је био бубњар хеви-метал бенда GeroMetal, који је издао два диска.

## Признања (секција под израдом)
- Звање Витез од духа и хумора (Гашин сабор, 2018), додељују Центар за уметност стрипа Београд при Удружењу стрипских уметника Србије и Дечји културни центар Београд[7] За стрип Нема краја добио је заједно са Светозарем Обрадовићем 1979. године награду Дечјих новина.[8]